# Erismadelphus
Genre
Erismadelphus est un genre de plantes à fleurs de la famille des Vochysiaceae.

## Répartition
Les espèces du genre Erismadelphus sont originaires du Sud du Nigeria jusqu'au centre-ouest de l'Afrique tropicale.

## Liste des espèces
Selon GBIF (30 décembre 2023) :
- Erismadelphus exsul Mildbr.
- Erismadelphus sessilis Keay & Stafleu

## Systématique
Le nom correct complet (avec auteur) de ce taxon est Erismadelphus Mildbr..